# Pietro Iotti
Pietro Iotti, meglio noto come Piero Iotti (Sant'Ilario d'Enza, 25 aprile 1926 – Sant'Ilario d'Enza, 9 marzo 2016), è stato un politico, antifascista e scrittore italiano, attivo nella divulgazione contro il nazismo.

## Biografia
Nel 1944, dopo avere conseguito la maturità scientifica, si è iscritto alla facoltà di ingegneria presso l'Università di Parma, impegnato nell'Azione Cattolica.
Per la sua attività antifascista e di partigiano SAP, venne arrestato dalle SS, il 15 novembre 1944, tradotto al campo di smistamento di Bolzano, il 16 dicembre 1944, fino al 6 gennaio 1945, e successivamente venne tradotto a Mauthausen, dove giunse l'8 gennaio 1945, e qui gli venne assegnato il numero di matricola 115.561. Liberato dal sottocampo di Gusen, in data 5 maggio 1945, è tornato a casa con Arnaldo Bocconi, il 24 giugno 1945, in condizioni di estrema debilitazione.

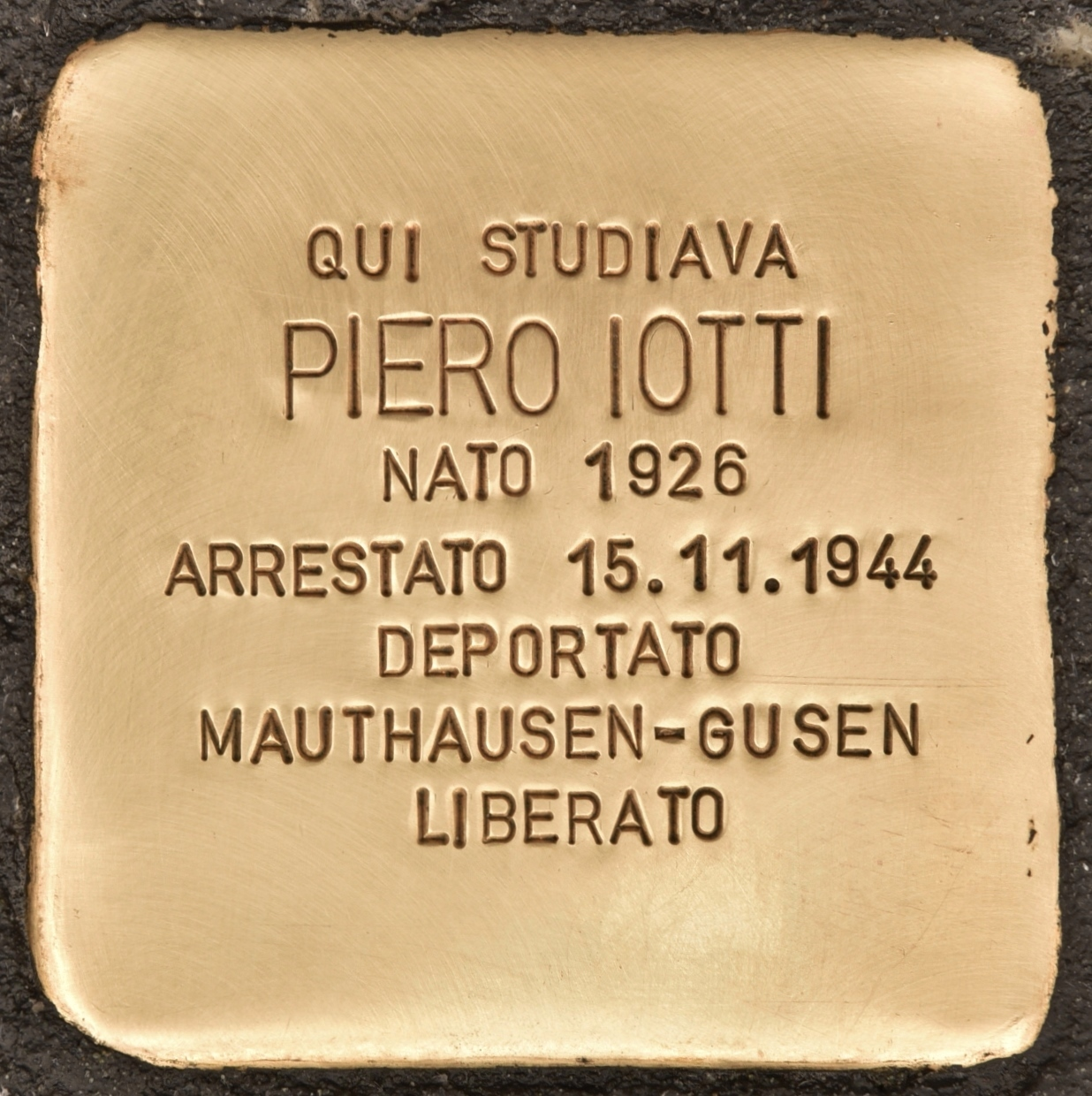
Stolperstein a Parma

### Il dopoguerra

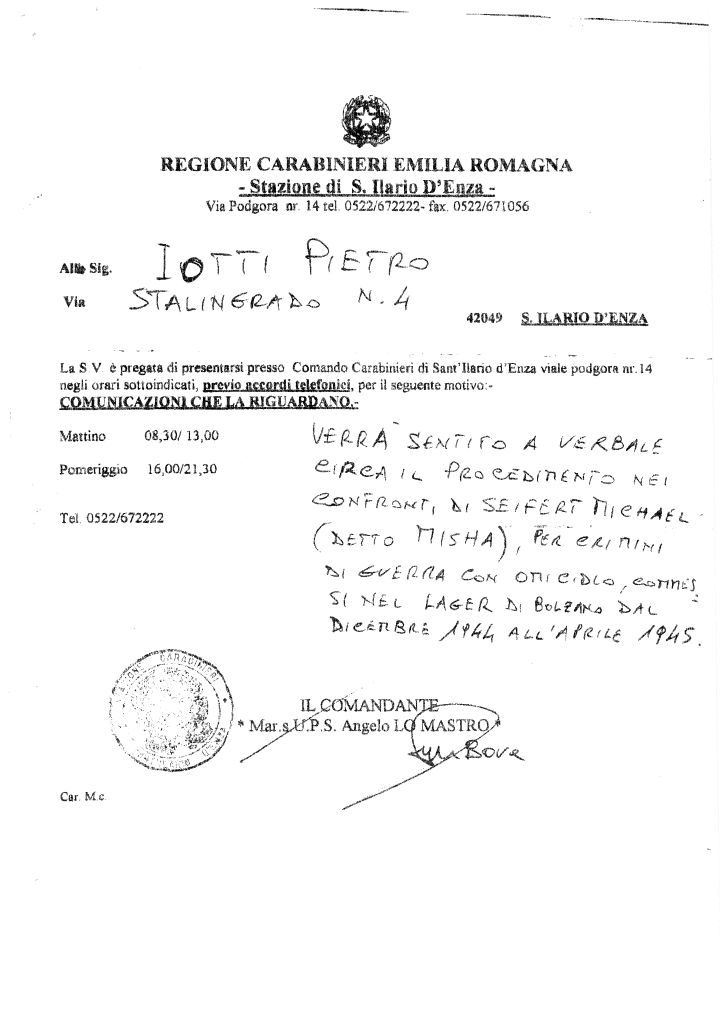
Mandato di comparizione per il processo penale per crimini di guerra contro il criminale nazista Misha.

Ripresa la vita normale, dopo una lunga convalescenza, si è dedicato all'impegno politico, per poi ricoprire incarichi di Sindaco a Sant'Ilario d'Enza nel 1951, fino al 1960, e dal 1961, a 1969, di Assessore Comunale prima alla cultura e successivamente all'urbanistica nel comune di Reggio Emilia.
Dal 1969 al 1980, ricopre importanti cariche nella Cooperazione di Produzione e Lavoro, contribuendo alla trasformazione del settore delle piccole cooperative locali fino a sistemi di aziende con dimensioni e strategie di valenza nazionale.
Pur essendo in pensione continua nell'impegno civile e politico e da ex-deportato collabora attivamente con il mondo della scuola della Provincia di Reggio Emilia, attraverso numerosi incontri con scolaresche e accompagnando personalmente delegazioni di studenti in visita al campo di concentramento di Mauthausen.
Ha testimoniato nel processo all'aguzzino nazista Michael Seifert detto "Misha", il quale è stato rintracciato in Canada, condannato all'ergastolo il 24 novembre 2000, dal Tribunale Militare di Verona, ed estradato in Italia nel febbraio 2008.
Muore all'età di 89 anni nella sua abitazione a Sant'Ilario d'Enza il 9 marzo 2016.
Il funerale si è svolto in forma civile venerdì 11 marzo 2016 alle ore 14:30 con partenza dalla Sala del Commiato in via Edison n. 7 a Calerno, quindi sosta all'abitazione in via Stalingrado a Sant'Ilario d'Enza e da qui in corteo per l'omaggio al monumento dei caduti in Piazza della Repubblica. Si prosegue per il palazzo municipale e quindi si prosegue in corteo a piedi per il cimitero di Sant'Ilario d'Enza dove viene sepolto e dove riposerà.